# Mahawu
Le Mahawu, en indonésien Gunung Mahawu, est un volcan d'Indonésie situé dans le Nord de Sulawesi.